# Adolphe Christyn de Ribaucourt
Adolphe Florimond Ghislain Christyn de Ribaucourt (Perk, 16 augustus 1837 - aldaar, 27 augustus 1911) was een Belgisch diplomaat en senator.

## Biografie

### Familie
Graaf Adolphe Christyn de Ribaucourt was een zoon van graaf Prosper Christyn de Ribaucourt, lid van de Provinciale Staten van Zuid-Brabant, kamerheer van koning Willem I, burgemeester van Laarne, provincieraadslid van Brabant, gemeenteraadslid van Perk en senator, en Marie-Ghislaine de Thiennes de Lombise.
Hij trouwde in 1863 in Brussel met gravin Charlotte de Liedekerke (1842-1866) en vervolgens in 1873 in Edegem met Madeleine du Bois d'Aische (1849-1911), dochter van Adolphe du Bois d'Aische, burgemeester van Edegem en volksvertegenwoordiger, en kleindochter van baron Ferdinand Philippe du Bois de Nevele en graaf Philippe Vilain XIIII. Uit het eerste huwelijk sproten drie kinderen, uit het tweede huwelijk negen.

### Loopbaan
Christyn de Ribaucourt promoveerde tot doctor in de rechten van de Katholieke Universiteit Leuven (1861).
Hij was eigenaar van een paardenfokkerij, gewijd aan renpaarden. Anderzijds volbracht hij diplomatieke taken: gezant in Madrid (1865) en in Luxemburg (1910).
In opvolging van zijn vader werd hij in 1879 verkozen tot katholiek senator voor het arrondissement Dendermonde, vervolgens van het arrondissement Dendermonde - Sint-Niklaas, en dit tot aan zijn overlijden. Tijdens zijn lange lidmaatschap had hij verschillende functies binnen de commissies van de Senaat.
In 1881 werd hij gemeenteraadslid van Perk en was er vanaf 1908 tot aan zijn dood burgemeester van deze gemeente.
Hij bekleedde heel wat bestuurdersposten. 
- In de landbouwwereld was hij:
  - ondervoorzitter van de Landbouwmaatschappij van Brabant,
  - voorzitter van de Hoge Raad van de Landbouw,
  - voorzitter van het Tweede landbouwdistrict van Brabant in Vilvoorde,
  - voorzitter van de toezichtsraad van de Land- en Tuinbouwschool van Vilvoorde.
- De paardenfokkerij maakte hem tot:
  - lid van het directiecomité van de Jockey Club,
  - lid van het directiecomité van het Genootschap van Steeple-Chases in België,
  - voorzitter van de Jachtgenootschap van Hertogenwald,
  - lid van de Commissie van deskundigen voor de nationale premies.
- Hij bekleedde ook een paar mandaten in ondernemingen:
  - voorzitter van de Charbonnages de Haine-Saint-Pierre et La Hestre,
  - bestuurder van Tramways bruxellois.
- Verder was hij nog:
  - lid van de kerkfabriek van de Sinte-Goedelekerk in Brussel,
  - lid van het Bureau voor Armenzorg van Perk.